# 巴涅 (马恩省)
巴涅（法語：Bagneux，法語發音：[baɲø] ⓘ）是法国马恩省的一个市镇，位于该省西南部，属于埃佩尔奈区。

## 地理
巴涅（48°33'27"N, 3°49'41"E）面积13.8 平方千米，位于法国大東部大區马恩省，该省份为法国东北部内陆省份，北起阿登省，西北接埃纳省，西南接塞纳-马恩省，南至奥布省，东南接上马恩省，东临默兹省。
与巴涅接壤的市镇（或旧市镇、城区）包括：奥布河畔埃特雷勒、昂格吕尔、博德芒、克莱勒、奥布河畔格朗日、圣瑞斯特索瓦日。

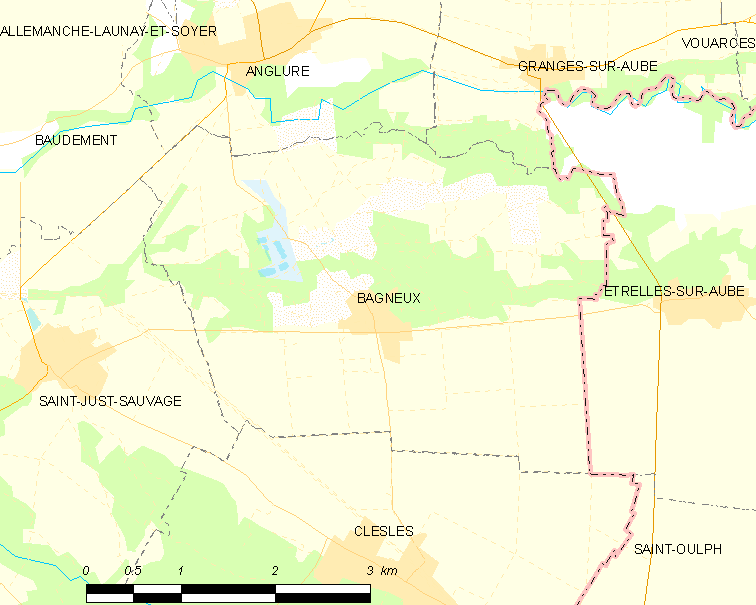
的OSM定位图

巴涅的时区为UTC+01:00、UTC+02:00（夏令时）。

## 行政
巴涅的邮政编码为51260，INSEE市镇编码为51032。

## 政治
巴涅所属的省级选区为韦尔蒂-香槟平原县。

## 人口

1962-2008年间人口变化图示

巴涅于2022年1月1日时的人口数量为408人。